# Zoltán Magyar
Pour les articles homonymes, voir Magyar.
Zoltán Magyar (hongrois : Magyar Zoltán, né le 13 décembre 1953 à Budapest) est un ancien gymnaste hongrois. Il est champion du monde au cheval d'arçons.

## Palmarès

### Jeux olympiques
- Montréal 1976
  -  médaille d'or au cheval d'arçons

- Moscou 1980
  -  médaille d'or au cheval d'arçons
  -  médaille de bronze par équipes

### Championnats du monde
- Varna 1974
  -  médaille d'or au cheval d'arçons

- Strasbourg 1978
  -  médaille d'or au cheval d'arçons

- Fort Worth 1979
  -  médaille d'or au cheval d'arçons

### Championnats d'Europe
- Grenoble 1973
  -  médaille d'or au cheval d'arçons

- Berne 1975
  -  médaille d'or au cheval d'arçons

- Vilna 1977
  -  médaille d'or au cheval d'arçons